# Cleveland Abbe
Cleveland Abbe, ameriški meteorolog in astronom, * 3. december 1838, New York, ZDA, † 28. oktober 1916, Chevy Chase (Washington), Maryland.

## Življenje in delo
Leta 1857 je Abbe diplomiral na šoli, ki se danes imenuje kolidž mesta New York Univerze v New Yorku. Potem ko je nekaj let učil na univerzi v Michiganu, je za ameriško vlado izvršil nekaj geodetskih meritev. Od leta 1864 do 1866 je živel v Rusiji, kjer je študiral astronomijo v Pulkovem pri Ottu Struveju, ki je leta 1862 nasledil svojega očeta pri vodstvu observatorija.
Po vrnitvi so Abbeja imenovali za predstojnika observatorija v Cincinnatiju. Na tem mestu je postal slaven, ker je na osnovi telegrafskih sporočil, ki jih je dobival o nevihtah, pričel sestavljati in objavljati vremenske napovedi, podobno kot je to počel J. Henry na Smithsonovem inštitutu Univerze Harvard. Prvo napoved je Abbe objavil 1. septembra 1869. Kmalu so postale zelo razširjene in tokrat je ameriška vojska hitro ukrepala. Ustanovila je zvezdni urad, ki ga je vodil neki general, njemu pa so ponudili mesto znanstvenega sodelavca. Mesto je sprejel in leta 1871 začel redno, trikrat na dan, izdajati vremenske napovedi. Leta 1891 so urad preimenovali v Meteorološki zavod ZDA (US Weather Bureau). Na mestu glavnega meteorologa je ostal vse do leta 1916. V javnosti pa je znan kot oče meteorološkega zavoda. Poučeval je tudi meteorologijo na Univerzi Johnsa Hopkinsa v Baltimoreu, Maryland in opravil mnogo raziskav. Ko so se zaradi napredka prometa in komunikacij razdalje na Zemlji skrajšale, se je pomen vremenskih napovedi še povečal. Telegrafu so se kmalu pridružila radijska poročila, meteorološki baloni, radarji in končno umetni sateliti, ki danes nadzirajo nastajanje oblakov s položajev nad ozračjem.
Bil je tudi med tistimi, ki so predlagali uvedbo standardnih časovnih območij ali pasov (con). Pred koncem 19. stoletja je imelo vsako področje svoj krajevni čas, ki je bil bolj ali manj prilagojen krajevnemu položaju Sonca. Različni krajevni časi pa tedaj niso povzročali posebnih težav, saj so bile potovalne hitrosti zelo majhne. S prihodom železnice so nastale tudi prve težave. Sestavljanje voznih redov je postalo skoraj nemogoče. Na osnovi članka, ki ga je objavil leta 1879, je vlada uradno uzakonila časovni sestav, ki ga je prej zase uporabljala železnica. Leta 1883 so ZDA razdelili na štiri območja z različnimi standardnimi časi. Za standardni čas vsakega pasu pa so izbrali povprečje časov tistega področja. Sestav časovnih pasov danes uporabljamo po vsem svetu. S pričetkom letalskega prometa je ta razdelitev postala še bolj potrebna in koristna.